# Motorola MEK-6802-D5
Motorola MEK-6802-D5 (MEK-6802-D5) је био кућни рачунар фирме Motorola који је почео да се производи у САД од 1982. године.
Користио је 6802 као микропроцесор. RAM меморија рачунара је имала капацитет од 256kb (опциони 1kb). 

## Детаљни подаци
Детаљнији подаци о рачунару MEK-6802-D5 су дати у табели испод.
|                       |                                                         |
| [ 1 ]                 |                                                         |
| Произвођач            |                                                         |
| Тип                   | кућни рачунар                                           |
| Меморија              | 256kb (опциони 1kb)                                     |
| Поријекло             | Сједињене Америчке Државе                               |
| Година                | 1982                                                    |
| Тастатура             | хексадецимална тастатура, калкулаторски тип, 25 тастера |
| Процесор              |                                                         |
| Фреквенција процесора | 0,895                                                   |
| RAM                   | 256kb (опциони 1kb)                                     |
| ROM                   | 2                                                       |
| Текст                 | 6 цифара, 7-сегментни LED показивач                     |
| Графика               | нема                                                    |
| Боја                  | нема                                                    |
| Звук                  | нема                                                    |
| Димензије             | 33 фунте                                                |
| Портови               |                                                         |
| Оперативни систем     |                                                         |